# James Van Praagh
James Van Praagh, ur. 23 sierpnia 1958 w Bayside w Queens – amerykański pisarz, producent telewizyjny i medium. Jest jednym z producentów serialu Zaklinacz dusz. Jego umiejętności są kwestionowane .

## Publikacje w języku polskim
- James Van Praagh, przeł. Katarzyna Szewczuk: Rozmowy z niebem. Prawda o życiu po śmierci.. Białystok: Studio Astropsychologii, 2011, s. 222. ISBN 978-83-7377-447-6.